# ヤミと帽子と本の旅人 Music Book
『ヤミと帽子と本の旅人 Music Book』（ヤミとぼうしとほんのたびびと ミュージック・ブック）は、テレビアニメ『ヤミと帽子と本の旅人』のサウンドトラックである。2003年12月25日にavex modeより発売された。
2曲主題歌TVショートバージョンとBGM32曲を完全収録。ブックレットには、作曲家・多田彰文と音響監督・辻谷耕史のインタビューを掲載。

## 収録曲
1. 第一楽章「生命の誕生」 [1:15]
2. 図書館 [1:57]
3. リリス [0:57]
4. 旅立ちの時 [1:45]
5. 初美 [1:22]
6. 第二楽章「革命」 [0:56]
7. イブ [1:19]
8. ケンちゃん [1:36]
9. 平凡な日常I [0:40]
10. 明日への不安 [0:46]
11. Panic needs music as a road [1:14]
12. 緊迫の所在 [0:37]
13. 驚きの瞬間 [0:52]
14. 守るべき人のため [2:11]
15. 葉月 [1:55]
16. 暁の陽を浴びて [1:19]
17. 第三楽章「孤独と失望」 [2:02]
18. 竹取の物語 [1:51]
19. 錬金術の栄えし刻 [1:57]
20. 孤島の少女 [1:51]
21. 夜行列車の乗客たち [1:49]
22. 果てなき宇宙で [2:22]
23. 人類創世 [2:03]
24. 怒りの矛先 [0:51]
25. ガルガンチュア [1:29]
26. 平凡な日常II [0:42]
27. 涙 [1:18]
28. 歓喜の詩 [0:47]
29. 第四楽章「未来へ」 [2:16]
30. 聖なる光に包まれて [1:44]
31. Right back where we started [1:52]
32. ジョウ・ハーリー [1:54]
33. 瞳の中の迷宮 (tv size) [1:35]
34. 永遠の祈りを捧げて (tv size) [2:39]